# Peltophorum dubium
Peltophorum dubium é uma árvore da família Fabaceae. É conhecido como yvyrá-pytá, ibirá puitá guazú, ibirapitá, na Argentina e no Paraguai, árbol de Artigas no Uruguai, e canafístula, angico amarelo ou cambuí no Brasil. Possui grandes dimensões, medindo de 20 a 25 metros de altura.

## Características
A canafístula (Peltophorum dubium (Sprengel) Taubert) ou angico amarelo, pertence à família das leguminosas (Fabaceae) e subfamília Caesalpinioideae, é uma espécie nativa, frequentemente encontrada na Floresta Estacional Semidecidual, com ampla ocorrência (CARVALHO, 2003), desde o estado da Bahia até Rio Grande do Sul, e também nos países vizinhos Argentina e Paraguai (REITZ et al., 1978).
O súber (casca) é marrom cinzento e áspero. A cor de suas folhas é verde claro, possuindo de 5 a 8 milimetros de comprimento e de 2 a 4 milimetros de largura. As flores são amarelas, perfumadas, e vistosas, podendo ser dividida unicamente em duas partes iguais levando a denominação zigomorfa, apresentando característica diclamídea. O fruto não é comestível, sendo um legume achatado. A madeira é moderadamente pesada com densidade de 0,69 g/cm³. O tronco tem de 70 a 50 centímetros de diâmetro. É uma árvore tropical, mas pode viver em clima temperado.
A canafístula é uma espécie heliófila, caducifólia, rústica, de crescimento rápido, apresenta tolerância e resistência ao clima frio, tendo grande porte, podendo atingir até 40 m de altura e 120 cm de diâmetro a altura do peito (DAP) na sua maturidade (CARVALHO, 2003).
Os seus nomes populares são: canafístula, amendoim, guarucaia, iberá-puitá, faveira, farinha-seca, tamboril-bravo, quebra-serra, tamboril-branco, tamburi, barbatimão.

## Descrição Morfológica
Árvore de grande porte, de até 30 metros de altura, com copa ampla, globosa, ou umbeliforme e tronco cilíndrico de até 120 centímetro de diâmetro. Possui casca externa  marrom-acinzentada, deiscente em pequenas placas e casca interna rosada e fibrosa.
Suas folhas ou limbo foliar são compostas, alternas, bipinadas, de até 25 cm de largura por 50 cm de comprimento. Apresentam 12 a 22 pares de pinas, cada pina com 12 a 24 pares de foliólulos sésseis, globosos, membranáceos, oblongo-elípticos a obvalados, com base arrendodada, ápice acuminado ou mucronado, cor verde-escuro brilhante na face adaxial e verde-clara opaca na abaxial, medindo cerca de 3 mm de largura por até 10 mm de comprimento.
As flores, zigomorfas, diclamídeas e bissexuadas, são amarelas, perfumadas e vistosas, medem 2 cm de comprimento e agrupam-se em panículas multifloras terminais.
Os frutos são sâmaras(forma do fruto) achatadas e paleáceas, medem de 1 a 2 cm de largura por até 9,5 cm de comprimento e contêm uma semente de testa dura em seu interior.

## Fenologia
A floração ocorre de dezembro a março e a frutificação de março a maio.

## Utilização
A madeira, moderadamente pesada, dura e resistente, é utilizada na construção civil para armação, vigamento, caibramento e assoalho, na marcenaria, mobiliário, tornearia, confecção carrocerias e como dormentes. Da madeira, reduzida a pó, extra-se uma tinta vermelha usada como corante. Além de ser bastante utilizada em aulas de Viveiros florestais através das sementes  por quebra de dormência, trazendo sempre novos resumos expandidos e artigos científicos.

## Pragas da canafístula
Na canafístula, poucos estudos foram encontrados quanto ao aparecimento de doenças e ataque de pragas, sendo que as pragas mais encontradas foram formigas cortadeiras (gêneros Atta e Acromyrmex) e o besouro serrador (Oncideres spp.). O controle para estes podem ser feitos de modo químico e físico, respectivamente, os quais consistem na aplicação de iscas granuladas com princípios ativos como sulfluramida ou fipronil, que devem ser colocadas próximo aos olheiros das formigas, e para o controle do besouro deve-se efetuar o corte dos galhos atacadas e posteriormente fazer a queima dos mesmos (SOUZA et al., 2012), visando a quebra do ciclo reprodutivo desses coleópteros.

## Distribuição geográfica
Ocorre naturalmente no Brasil mais na porção leste, da Paraíba até o Rio Grande do Sul, adentrando até o Mato Grosso do Sul. Habita preferencialmente a Floresta Estacional Semidecidual da bacia do Rio Paraná, em solos argilosos, profundos e não muito úmidos de formação ribeirinhas.

## Galeria

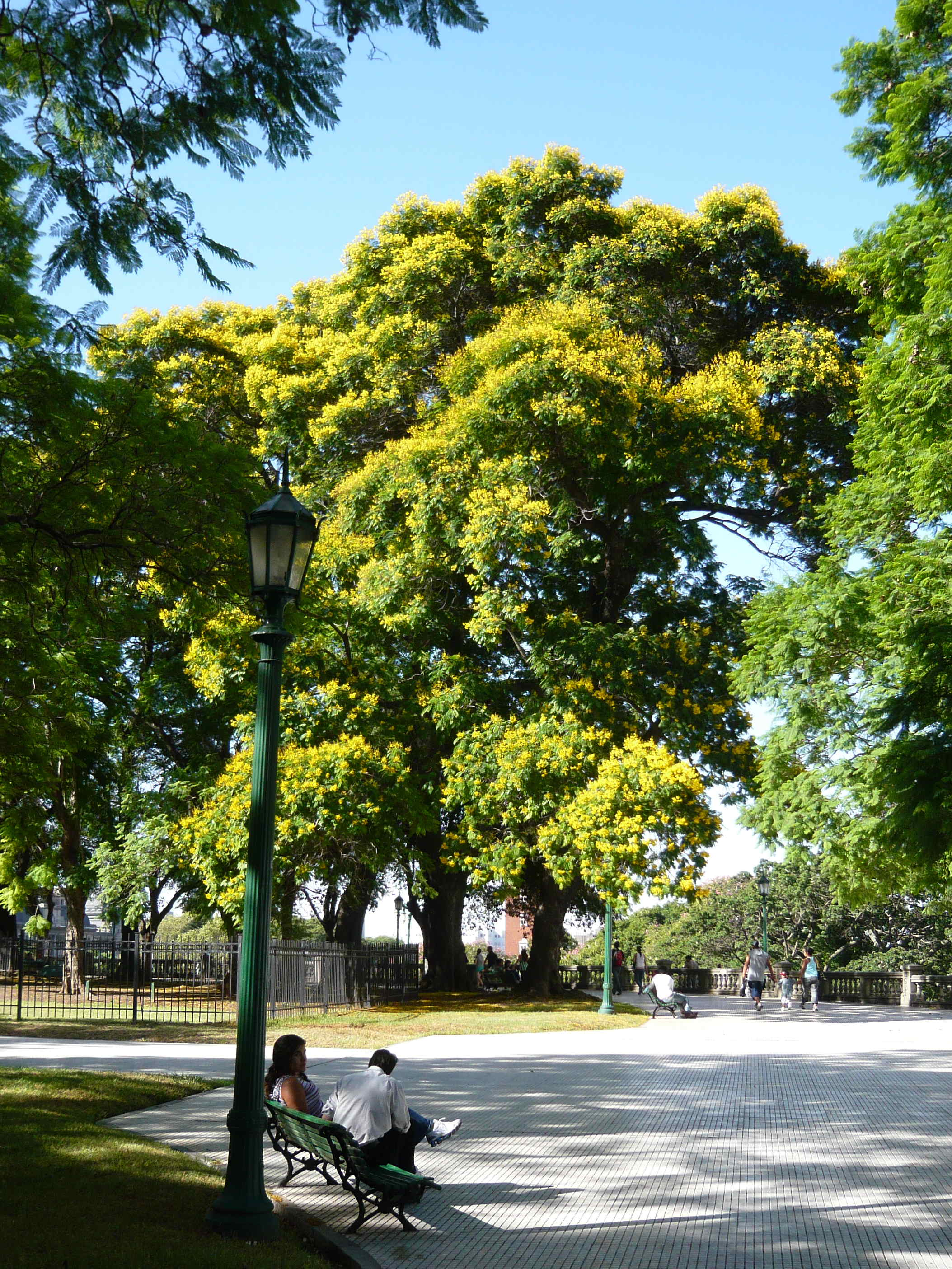
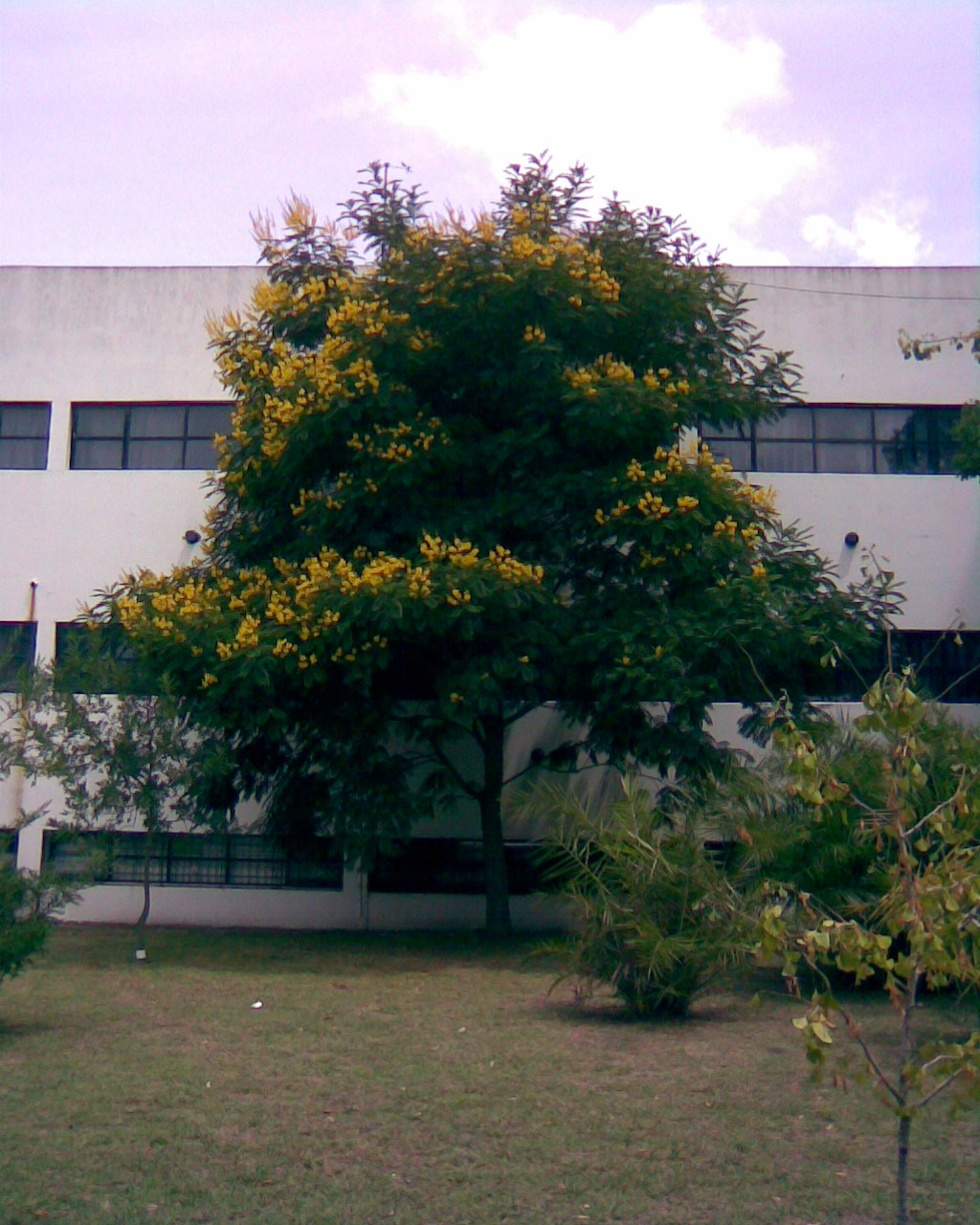
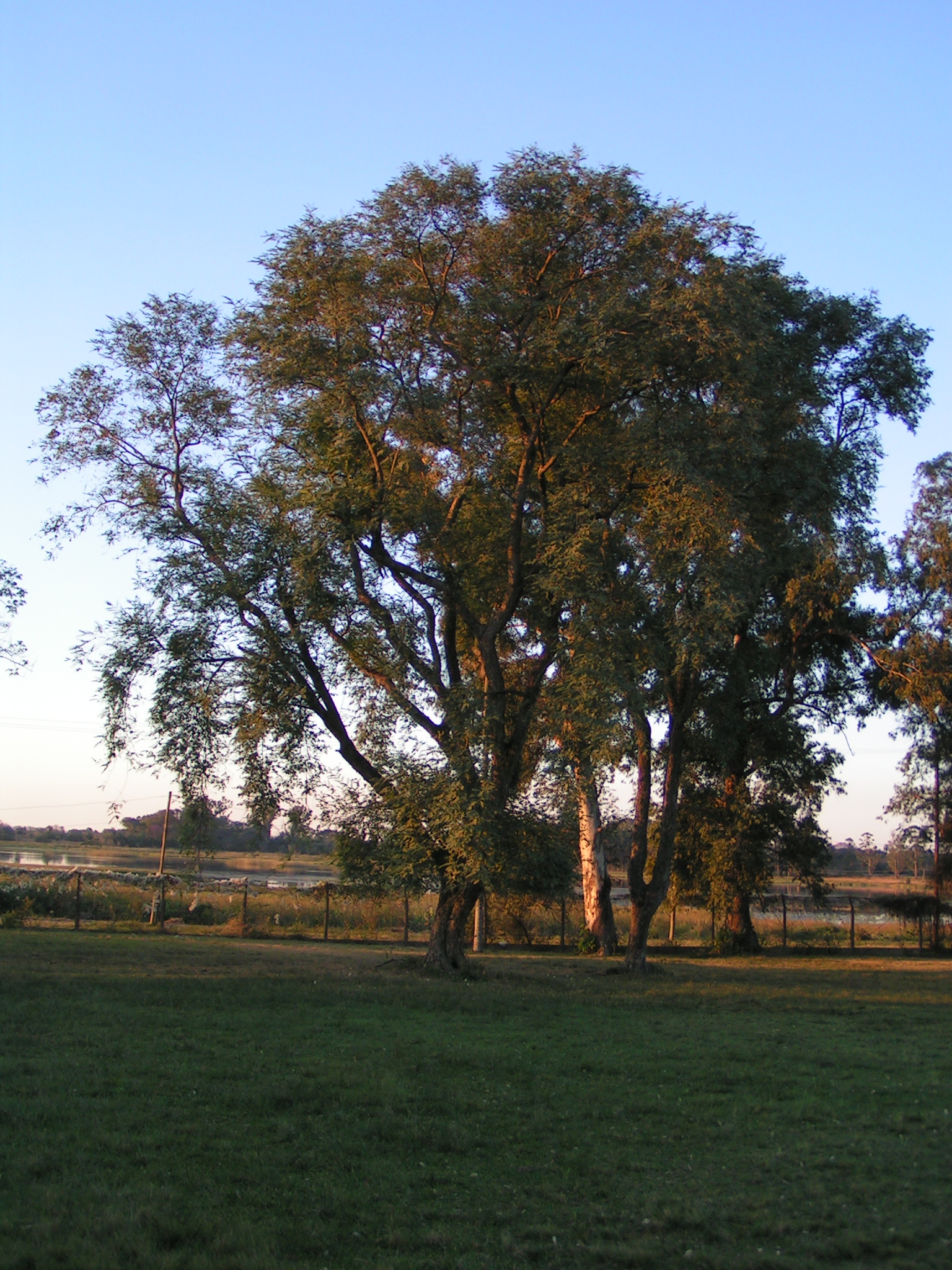
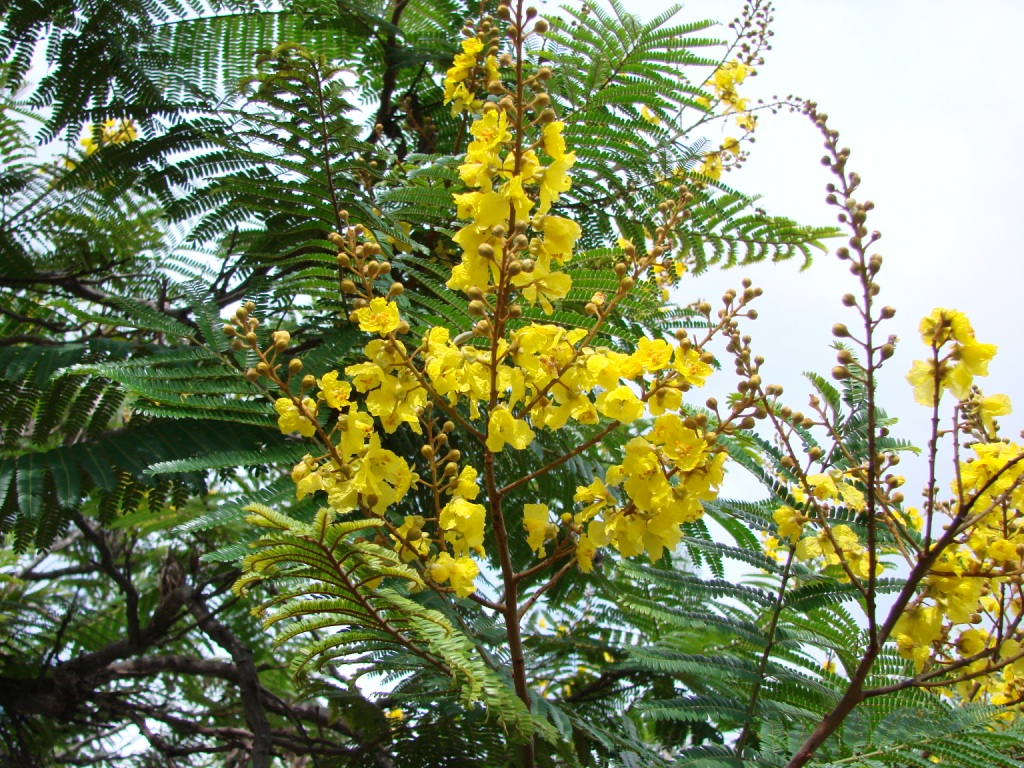
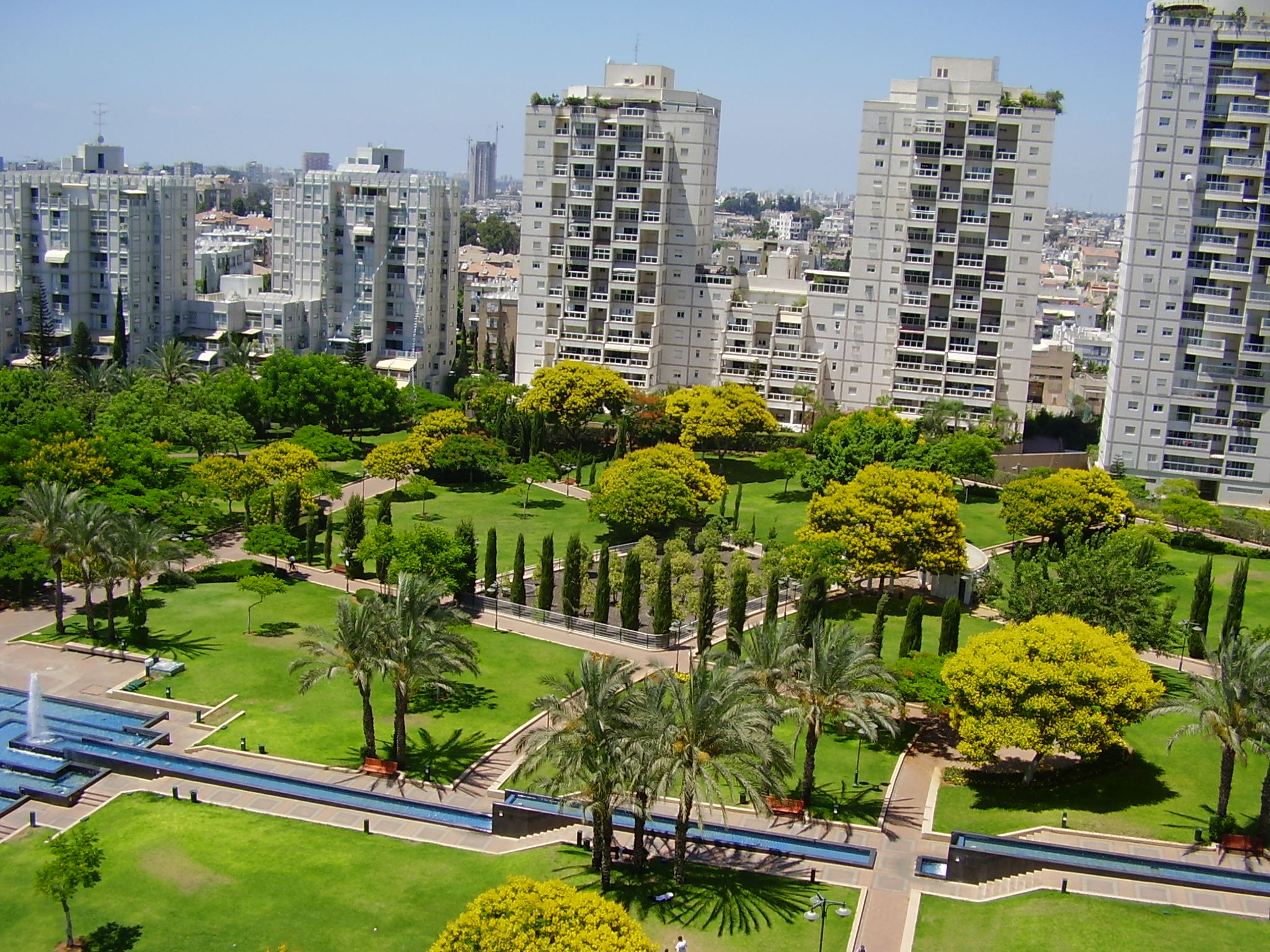
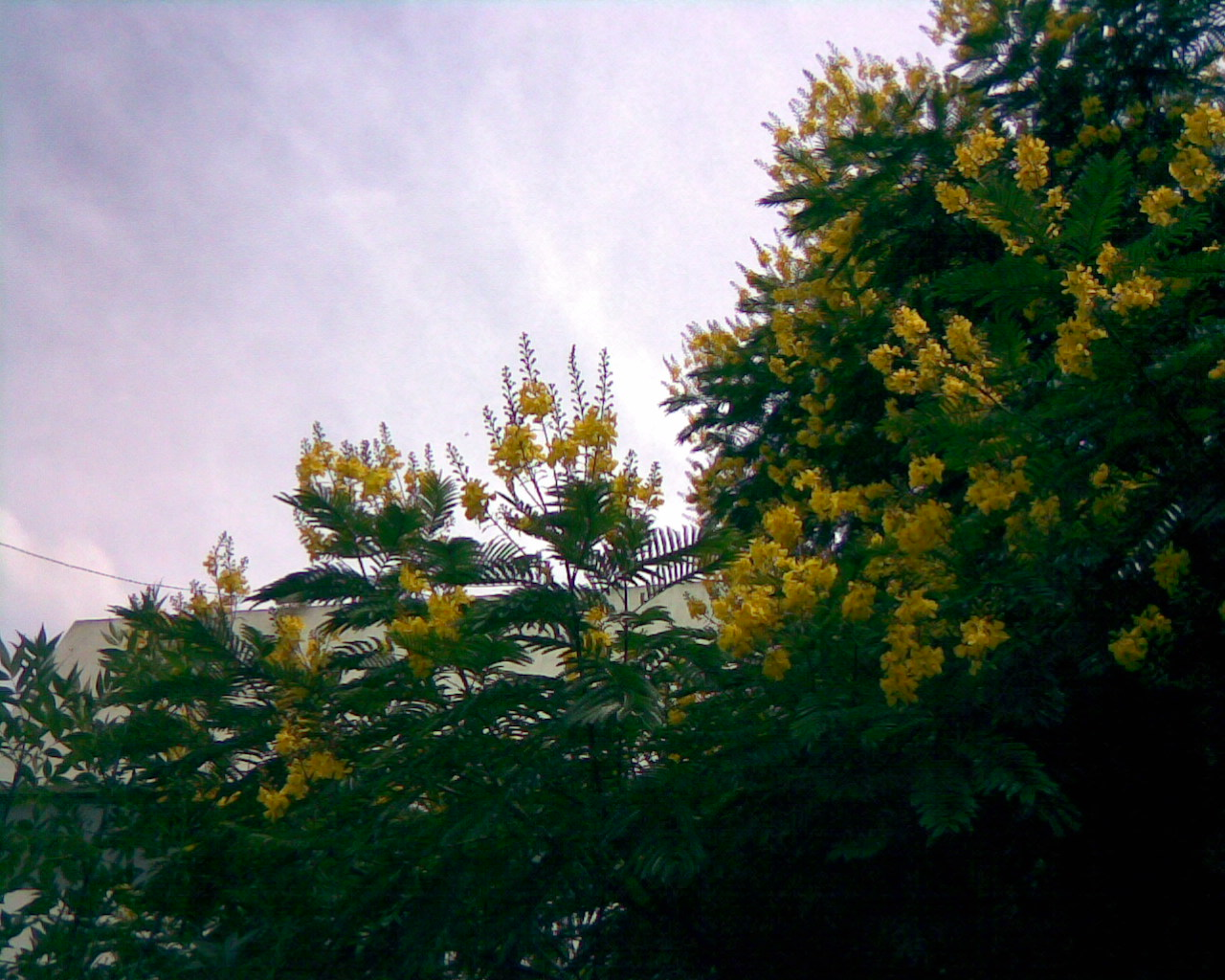
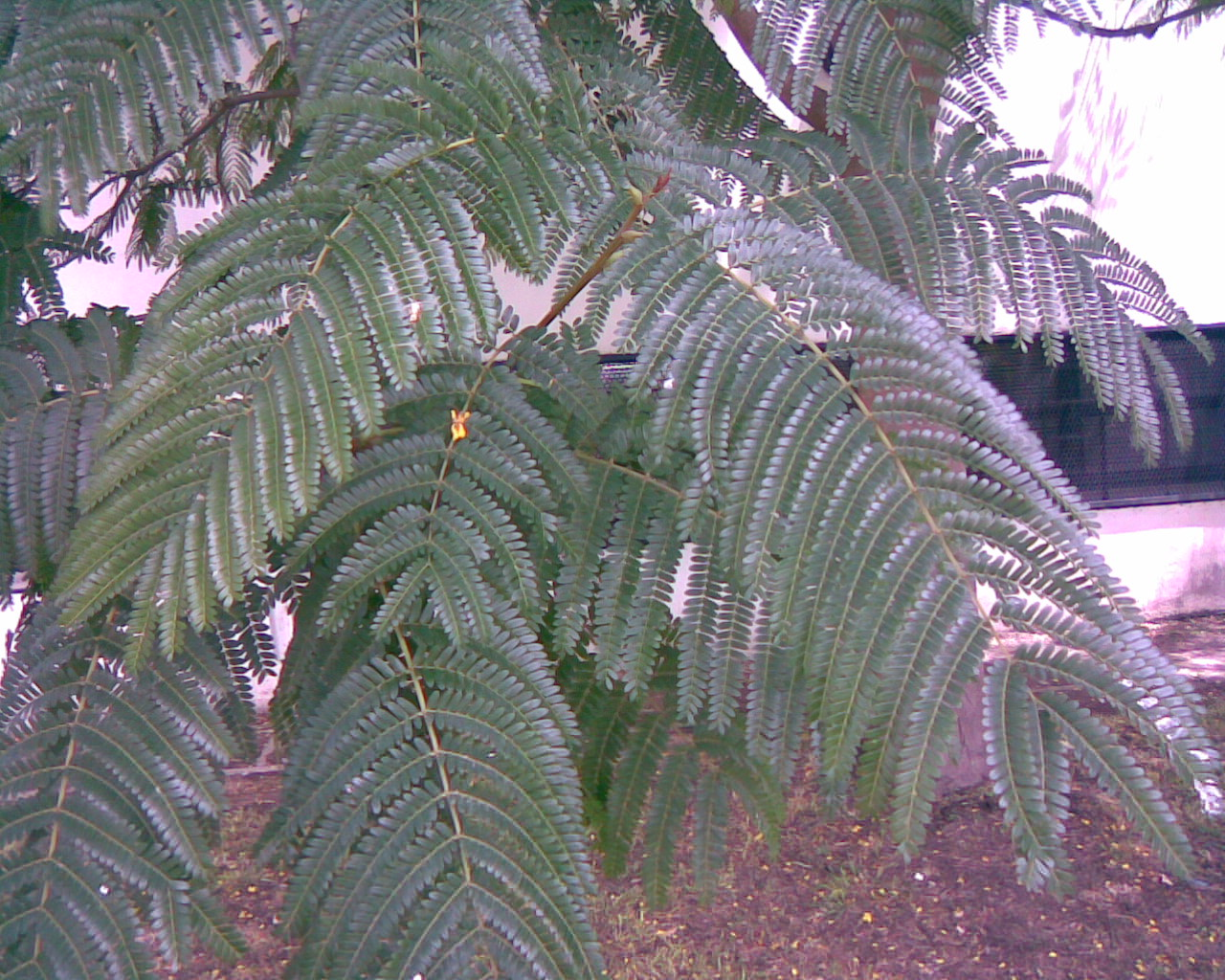
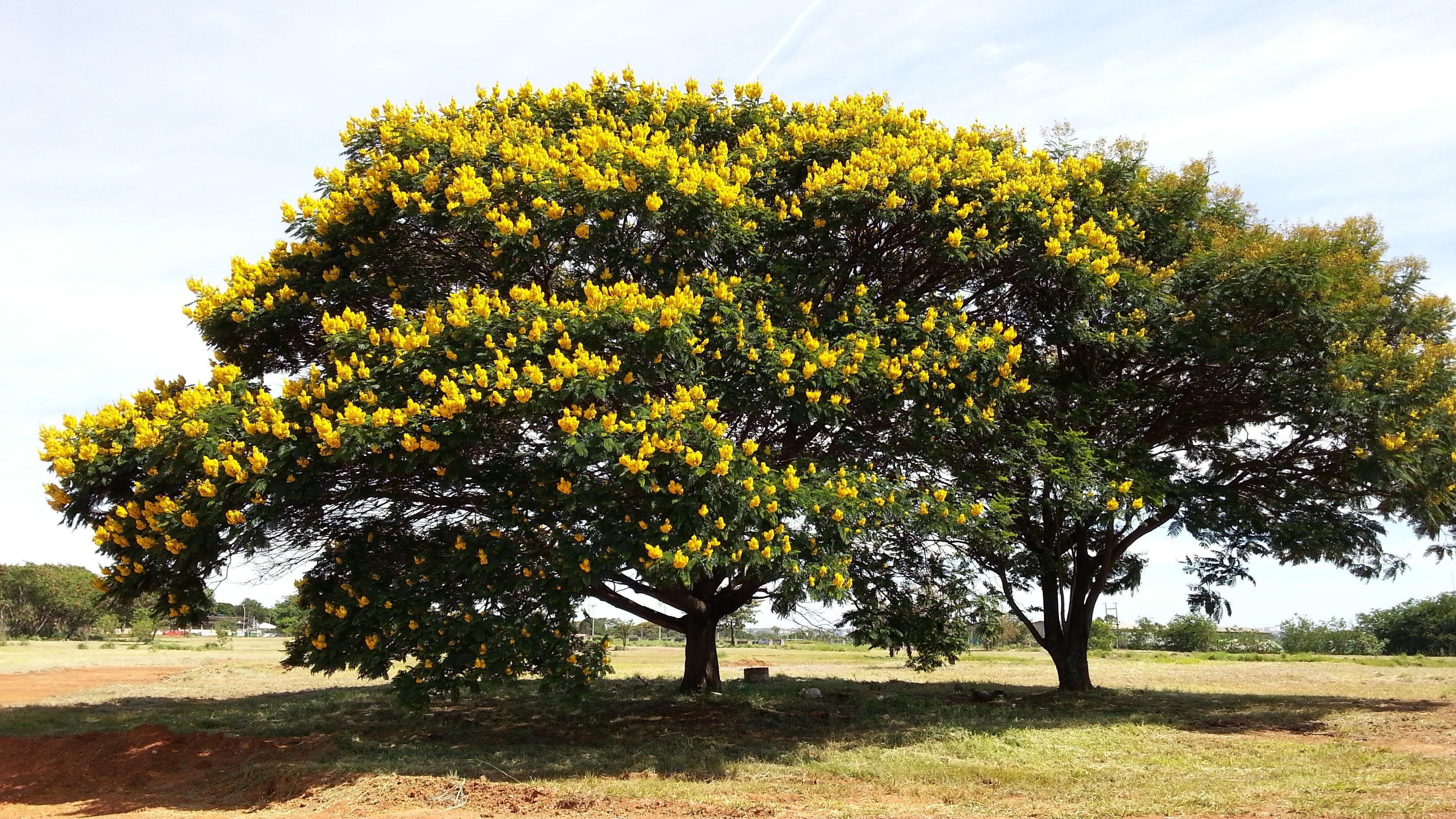
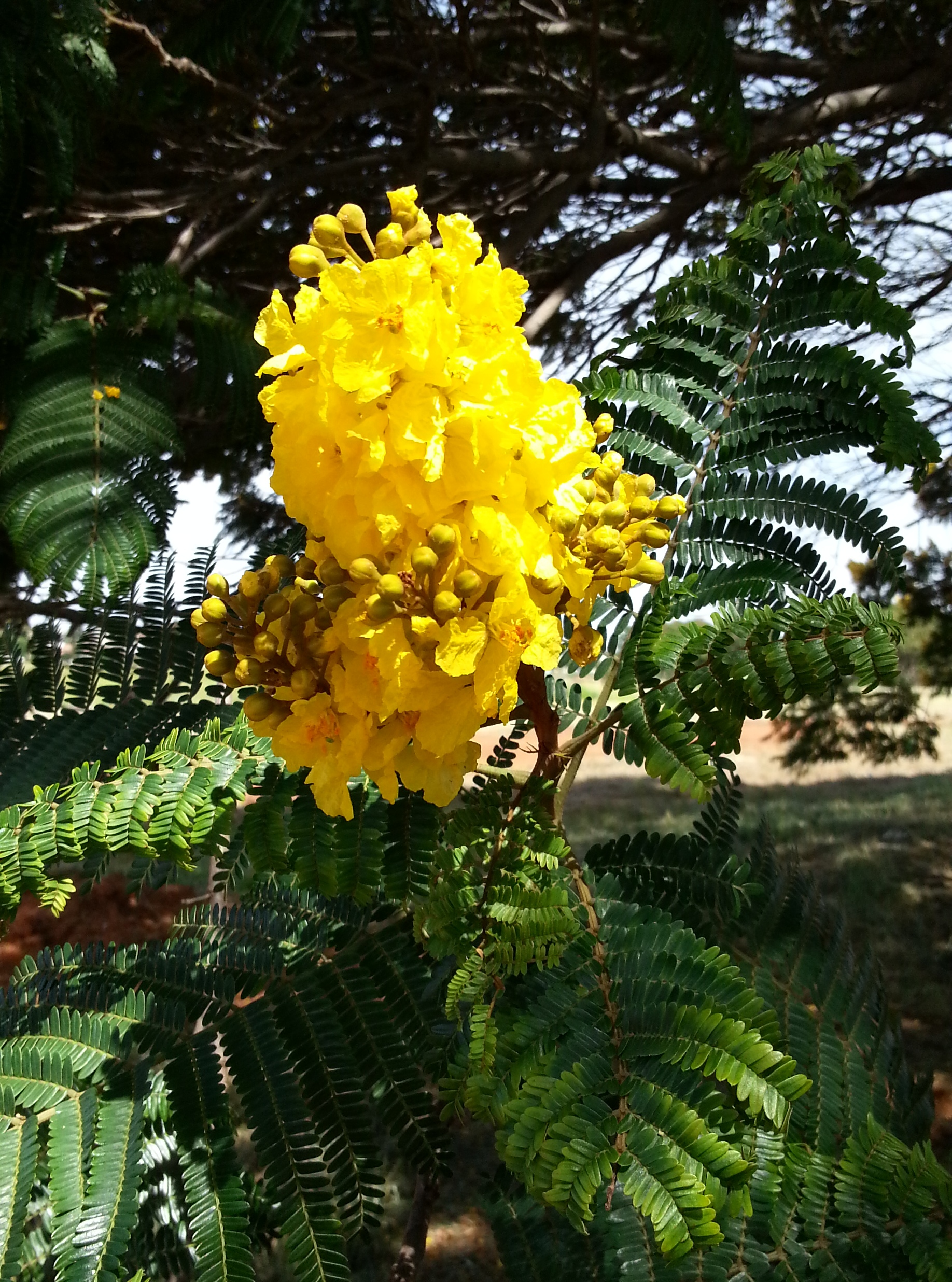
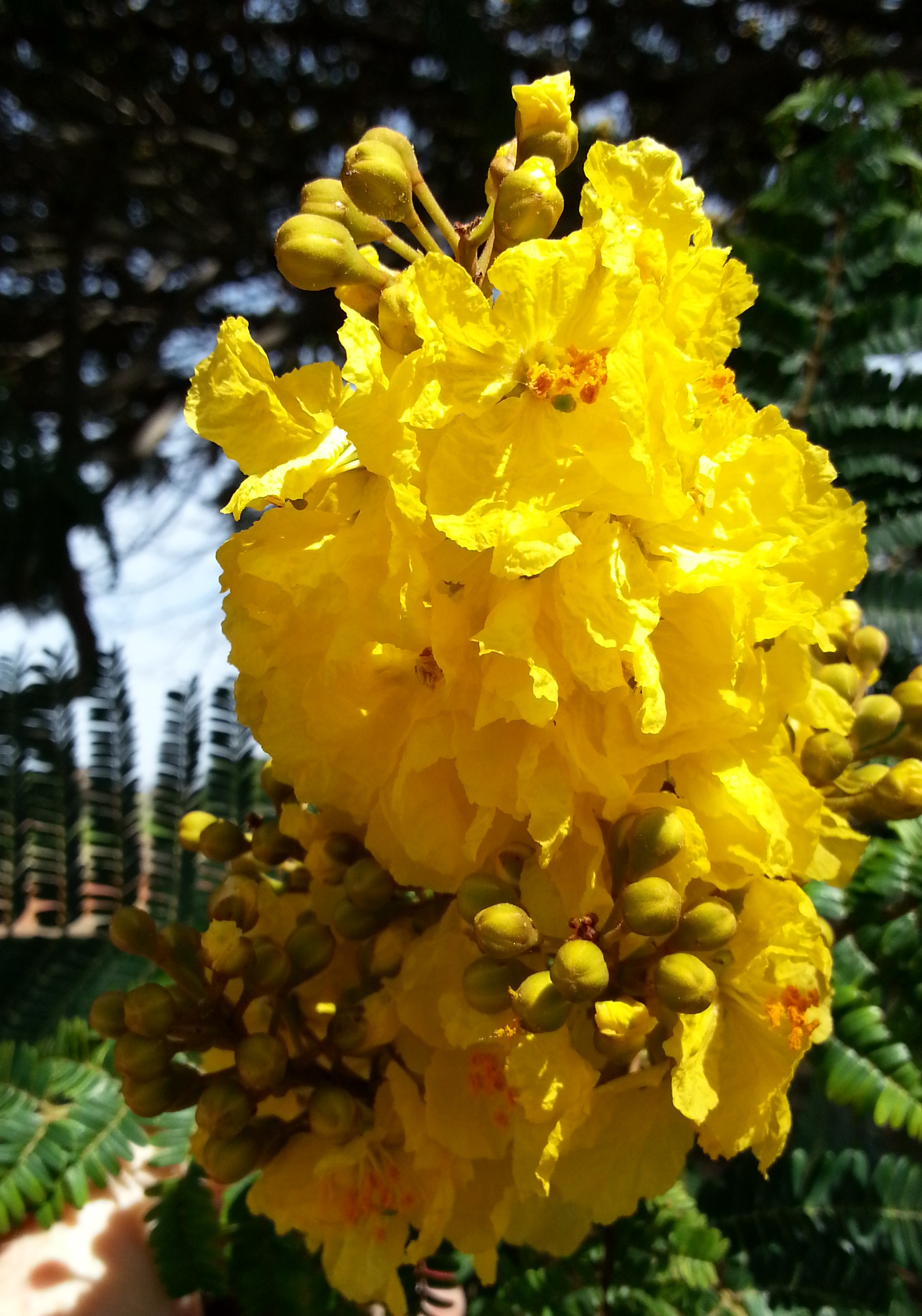

## Sinônimos
- Peltophorum dubium (Spreng.) Taub. ***
- Baryxylum dubium (Spreng.) Pierre
- Caesalpinia dubia Spreng.
- Peltophorum vogelianum Benth.
- Brasilettia dubia (Spreng.) Kuntze